# Ceratogomphus triceraticus
Ceratogomphus triceraticus é uma espécie de libelinha da família Gomphidae.
É endémica da África do Sul.
Os seus habitats naturais são: rios.
Está ameaçada por perda de habitat.